# Najla Mohammad Al Qasimi
Najla Mohammad Al Qasimi, född 1970, är en emiratisk schejka och diplomat. Hon är den första kvinnliga ambassadören från Förenade arabemiraten.
Schejka Najla har en kandidatexamen i statsvetenskap från Förenade Arabemiratens universitet, och började 1995 arbeta vid HSBC Bank Middle East Limited varpå hon 1999 blev forskare vid Emiratiska centret för strategiska studier. 2002 knöts hon till Förenade Arabemiratens utrikesdepartement och var verksam vid USA-avdelningen där. Efter två år placerades hon vid emiratens FN-delegation i Genève där hon ägnade sig åt mänskliga rättigheter och humanitära frågor. 2008 utnämndes schejka Najla till ambassadör och ackrediterades i Stockholm till 2010 då hon överflyttades först till Finland och sedan Danmark. Schekja Najla sitter i styrelsen för Women In International Security Sweden och i Women for Sustainable Growth. 2014 blev hon ambassadör i Portugal.